# パウル・アンゲラー
パウル・アンゲラー（Paul Angerer, 1927年5月16日 - 2017年7月26日）は、オーストリア出身の指揮者、作曲家。

## 経歴
ウィーン出身。5歳の頃からヴァイオリンとピアノを習う。ウィーン音楽院でフリードリヒ・ライディンガーとアルフレート・ウールの各氏に音楽理論を学び、ハンス・スワロフスキーに指揮法を師事した。
1947年からスイス・ロマンド管弦楽団やチューリヒ・トーンハレ管弦楽団の団員となり、1952年から1958年までウィーン交響楽団の首席ヴィオラ奏者を務めた。一方で1956年から1963年までウィーン室内管弦楽団の首席指揮者、1960年からブルク劇場のカペルマイスターを務めた。1964年から1982年までボンとウルムの歌劇場の指揮者となったが、1967年から1972年までザルツブルク州立劇場のオペラ監督も兼任した。1971年から1981年まで南西ドイツ室内管弦楽団の指揮者を務めたあと、コンキリウム・ムジクムを組織した。
1982年から1992年までは母校であるウィーン国立音楽大学で教鞭をとっていた。
作曲活動は1947年から行っており、オーストリアのテレビ番組や演劇の付随音楽などを提供していたほか、器楽や宗教音楽なども手掛けていた。